# Гусятинський замок
Гусятинський замок — втрачена оборонна споруда в Гусятині. Пам'ятка археології місцевого значення.

## Літопис

### Під час повстання Наливайка
Під час повстання Наливайка був взятий противниками коронної влади. Із замку було забрано як маєтки шляхтичів, так і майно держави, зокрема, арсенал: гармату, 150 сміговниць з гаківницями, 200 півгаків з рушницями, 10 півбочок пороху, 500 куль до гармати, 3 барила куль до сміговниць і гаківниць, 3 барила куль до півгаків і рушниць, спорядження, казани.

### Подальші роки
Гусятинський замок був резиденцією брацлавського воєводи, польного гетьмана Марціна Калиновського, який сприяв його будівництву. Збудований за «форталіційною системою» бл. 1630 року на правому урвистому березі Збруча, власник не шкодував коштів для його оздоблення, утримання.
1648 року польний гетьман потрапив під Корсунем в татарський полон, замок був взятий та пограбований опришками, вся замкова варта була витята. Після відбудови 1651 р. замок витримав козацьку облогу.
1652 р. гетьман Марцін Калиновський загинув разом з сином Самуелем Єжи в битві під Батогом.
В 1652 (1655) р. замок вистояв облогу московських військ під командуванням Вісілія Бутурліна.
1653 року в Гусятині стояв табором польський король Ян ІІ Казимір, в кінці листопада тут перебував Богдан Хмельницький, тут він об'єднався з кримським ханом. Гусятинський замок був зайнятий татарами, хан перебував тут деякий час. Звідси вони вирушили до Кам'янця-Подільського.
В 1672, 1675 та 1680 замок був взятий турками, які в той час зайняли Поділля. До 1699 року переходив з рук у руки. Замок був замешканим Калиновськими до 1729 р. До 1795 року мав первісний вигляд.
Пізніше замок переходив до Чарнецьких, Потоцьких, Верещинських, Ґолуховських, які не надто дбали про його стан.
В другій половині 19 ст. замок був забраний державою та проданий місцевому рабинові-«чудотворцю», який розібрав мури та башту, та перебудував гетьманський замок набожницю, палац та інші будинки. Під час І-ї світової садибу рабина було знищено вшент , а руїни були розібрані на матеріали для будівництва .

## Опис
На півночі Гусятина, на скелястому березі Збруча, знаходився замок Калиновських на плані у вигляді квадрату з 4-ма округлими вежами по боках. Посередині замкового муру зі сторони міста стояв 2-поверховий будинок, від якого до в'їзної брами йшов розвідний міст, перекинутий через рів. Мури з 3-х сторін були оточені ровом. Зі сторони Збруча між двома вежами знаходився двохповерховий будинок, у якому мешкали власники замку. Крім нього знаходилися тут ще безліч господарських приміщень: стайні, приміщення для прислуги, склади тощо При брамі знаходилася криниця, глибиною до 40 м.